# マイム (曲)
「マイム」は、Plastic Treeの通算35枚目のシングル。2014年9月3日発売。発売元はCJビクターエンタテインメント。

## 概要
前作『瞳孔』から約1年ぶりのシングル。通常盤、初回限定盤A、初回限定盤B、初回限定盤Cの4タイプで発売。CD収録曲は全タイプ共通。CDジャケットは人気アニメーション作家の劇団イヌカレーの泥犬による書き下ろし仕様。各タイプのCDジャケットを縦に並べることで1つのイラストが完成するようになっている。
初回限定盤A・B・C各タイプには、それぞれ収録内容の異なるDVDが付属している。
- 初回限定盤A - 「echo」実演版・其の一を収録
- 初回限定盤B - 「echo」実演版・其の二を収録
- 初回限定盤C - 「マイム」Music Videoを収録

所属レコード会社の合併・事業改変に伴い、本作より、発売元がビクターエンタテインメントから、CJビクターエンタテインメントに変更。レーベルもFlyingStar Recordsから、CJビクターエンタテインメントに変更されている。

## 収録曲

### CD
収録内容は全タイプ共通。
1. マイム [4:58][1]
  - 作詞：有村竜太朗、作曲：長谷川正、編曲：Plastic Tree

ループ感が印象的な楽曲[5]。“ライブで映える楽曲”を意識して制作されており、ボーカルの有村竜太朗は「今バンドとして、追求したいことを全て試すことができた」と語っている[6]。
PVでは、サビの部分で有村が振り付けを行っている。これは有村自身の提案によって実現したもの[5]。
2. トゥインクル [4:34][1]
  - 作詞：長谷川正、作曲：佐藤ケンケン、編曲：Plastic Tree

もともとは、「トゥインクル」の作詞を佐藤ケンケンが、3曲目「リコール」の作詞を長谷川正が行う予定だったが、佐藤の要望により担当を入れ替えることとなった。レコーディングの前々日まで試行錯誤がなされた[5]。
3. リコール [3:40][1]
  - 作詞：佐藤ケンケン、作曲：ナカヤマアキラ、編曲：Plastic Tree
4. マイム (Instrumental) [4:58][1]

### DVD
初回限定版各種にのみ付属。
初回限定版A
- 「echo」実演版・其の一

1. 曲論
2. 嬉々
3. 輪舞

初回限定版B
- 「echo」実演版・其の二

1. 瞳孔
2. 雨音
3. 影絵

初回限定版C
- 「マイム」Music Video